# Acalolepta soembana
Acalolepta soembana là một loài bọ cánh cứng trong họ Cerambycidae.